# Estreito de Hinlopen

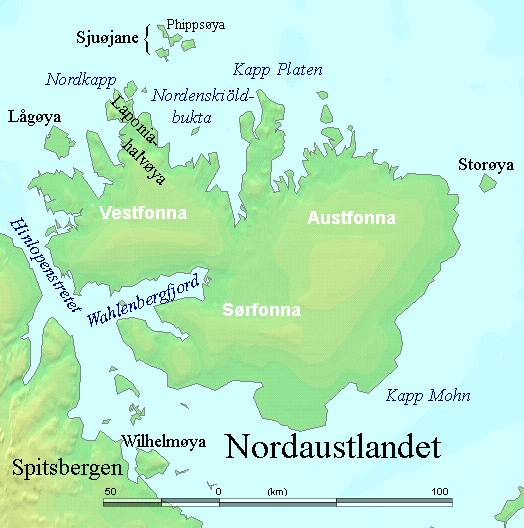
Estreito de Hinlopen.

O estreito de Hinlopen (em norueguês:  Hinlopenstredet) é um estreito entre as ilhas de Spitsbergen e Nordaustlandet em Svalbard, um arquipélago da Noruega. Tem 150 km de comprimento e 10 a 60 km de largura. É de navegação difícil e recebeu o seu nome em homenagem ao navegador neerlandês Thijmen Jacobsz Hinlopen.